# Geissanthus ecuadorensis
Geissanthus ecuadorensis är en viveväxtart som beskrevs av Carl Christian Mez. Geissanthus ecuadorensis ingår i släktet Geissanthus och familjen viveväxter. Inga underarter finns listade i Catalogue of Life.